# Acalyptris trigonijuxtus
Acalyptris trigonijuxtus is een vlinder uit de familie van de Nepticulidae. De wetenschappelijke naam van deze soort is voor het eerst gepubliceerd in 2015 door Jonas R. Stonis en Andrius Remeikis. 
De soort komt voor op de Britse Maagdeneilanden.